# Igor' Byčkov
Igor' Sergeevič Byčkov (in bielorusso Ігар Сяргеевіч Бычкоў?, in russo Игорь Сергеевич Бычков?; 21 gennaio 1994) è un pallanuotista bielorusso naturalizzato russo, vincitore di un campionato russo e una LEN Euro Cup.
Milita nello Spartak Volgograd fin dall'inizio della sua carriera nel 2011, pur avendo disputato le prime due stagioni nella seconda squadra. Viene promosso in prima squadra nel 2013.

## Palmarès
- Campionato russo: 1

Spartak Volgograd: 2014
- Coppe LEN: 1

Spartak Volgograd: 2014